# Aselliscus stoliczkanus
Aselliscus stoliczkanus é uma espécie de morcego da família Hipposideridae. Pode ser encontrada China, Laos, Vietnã, Tailândia, Mianmar e Malásia.